# Parafia Trójcy Świętej w Dobrowie
Parafia Trójcy Świętej w Dobrowie – rzymskokatolicka parafia położona we wschodniej części gminy Kościelec oraz północno-wschodnich gminy Brudzew. Administracyjnie należy do dekanatu kościeleckiego (diecezja włocławska). Zamieszkuje ją 2037 wiernych.
28 grudnia 2006 r. bp Wiesław Mering ustanowił w kościele parafialnym diecezjalne sanktuarium Błogosławionego Bogumiła - patrona Ziemi Kolskiej oraz diecezji włocławskiej.

## Duszpasterze
- proboszcz: ks. Artur Nowak (od 2019)

## Kościoły
- kościół parafialny: Kościół Trójcy Świętej w Dobrowie
- kaplica filialna: Kaplica bł. Bogumiła w Dobrowie

## Informacje ogólne
W skład granic administracyjnych parafii wchodzą:
- miasto Koło
  - osiedle Przedmieście Kaliskie - ul. Żytnia
- gmina Brudzew
  - Dąbrowa
  - Głowy
  - Janów
  - Kwiatków
- gmina Kościelec
  - Dobrów
  - Police Mostowe
  - Ruszków Drugi
  - Ruszków Pierwszy

Placówki edukacyjne znajdujące się w granicach administracyjnych parafii:
- Dobrów
  - Szkoła Podstawowa
- Ruszków Pierwszy
  - Szkoła Podstawowa

Odpusty parafialne:
- Niedziela Trójcy Przenajświętszej (kościół parafialny)
- niedziela po 10 czerwca - wspomnienie bł. Bogumiła Biskupa (kaplica w Dobrowie)